# Sphecodes fragariae
Sphecodes fragariae är en biart som beskrevs av Cockerell 1903. Sphecodes fragariae ingår i släktet blodbin, och familjen vägbin. Inga underarter finns listade i Catalogue of Life.